# Gymnopilus zempoalensis
Gymnopilus zempoalensis là một loài nấm thuộc họ Cortinariaceae.